# Базилика Святого Виллиброрда
Базилика Святого Виллиброрда (нем. Willibrordi-Dom) — позднеготическая церковь в городе Везель (федеральная земля Северный Рейн-Вестфалия). Церковь имеет вид трехнефной базилики с трансептом. Церковь расположена в квартале, ограниченном площадями Großer Markt, Willibrordiplatz и улицей Pastor-Boelitz-Straße. Церковь относится к объединению евангелической церкви Германии.

## История
В 781—800 годах на месте нынешней базилики строится фахверковая церковь, которая неоднократно обновлялась и расширялась. В 1000—1050 годах на её месте возводится каменная церковь с апсидой размером 7×15 м. В 1150—1181 годах строится новое церковное здание в романском стиле. Здание имело квадратный хор, апсиду и вестверк.
В 1478 году строится новая западная башня. В 1498—1540 годах к ней пристраивается новое здание в позднеготическом стиле. В 1594 году башня была разрушена ударом молнии и спустя четыре года вместо неё возводится новая.
В 1874 году базилика была закрыта из-за ветхости и в 1883—1896 годах проводится её реставрация, которая проводилась с грубыми изменениями первоначального вида храма. В феврале — марте 1945 года церковь сильно пострадала во время стратегических бомбардировок, проводимых британскими ВВС. В 1947 году было организовано общество по восстановлению базилики Святого Виллиброрда. В 1955—1957 годах на месте церкви проводятся археологические раскопки. К 1959 году были восстановлены алтарная часть и трансепт. К 1963 году были окончены работы по восстановлению главного нефа. В 1978 году, ровно через 500 лет после постройки, была восстановлена западная башня. К 1984 году были восстановлены боковые нефы, а к 1991 году все работы по восстановлению церкви были окончены.
В 1994 году на башне были смонтированы новые куранты, а в 2000 году был установлен новый орган.

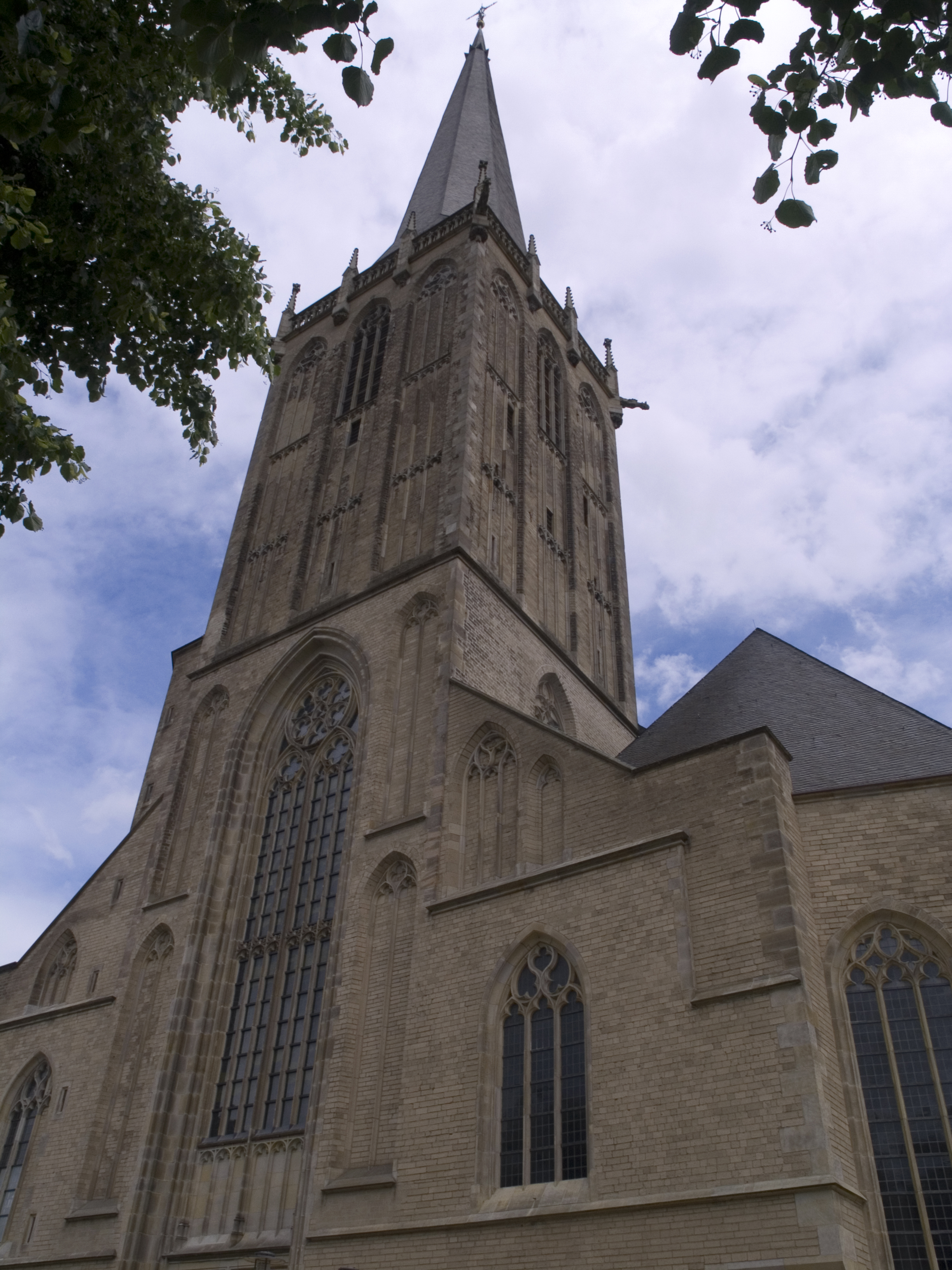
Западный фасад с башней
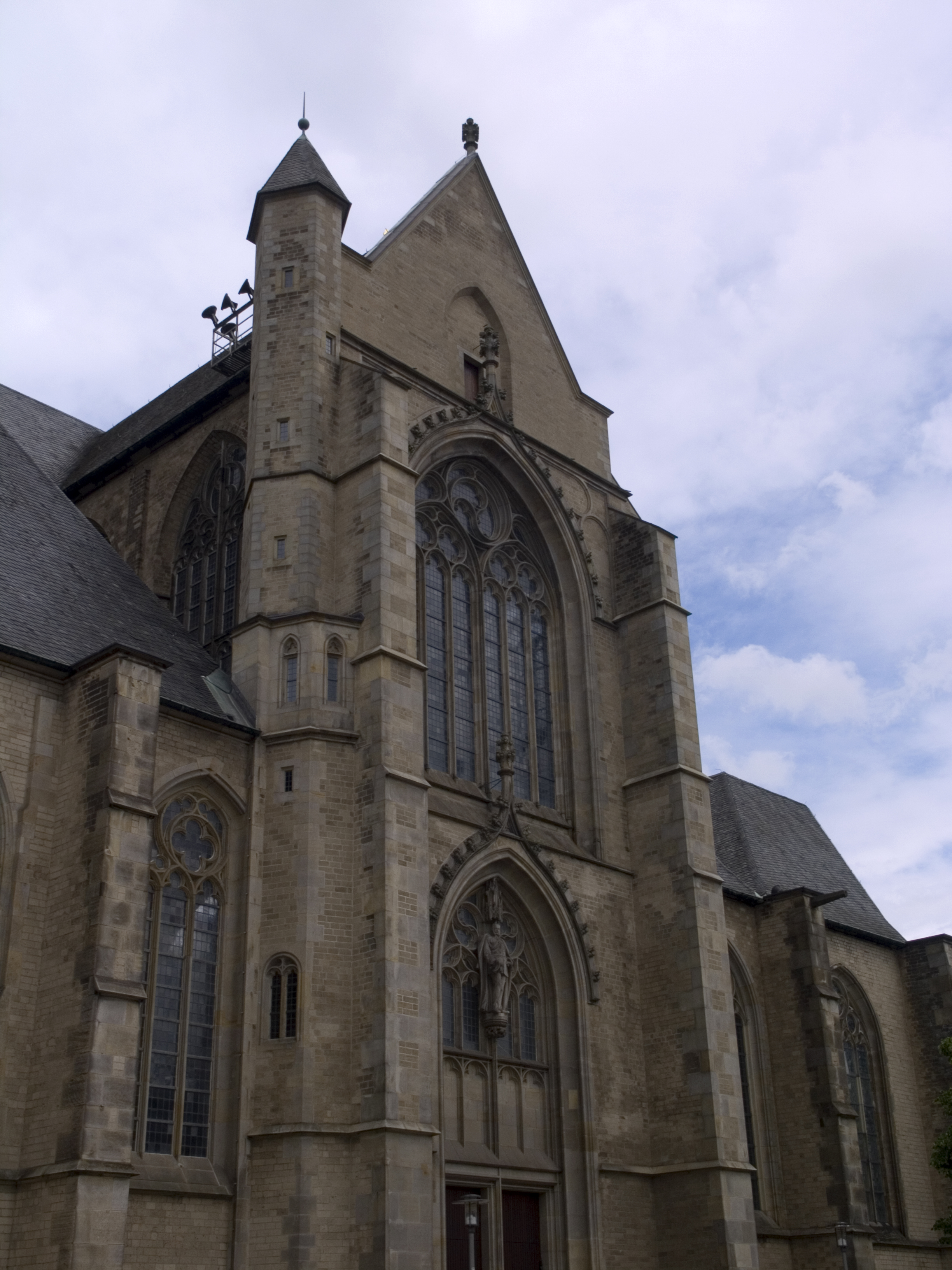
Южный фасад трансепта
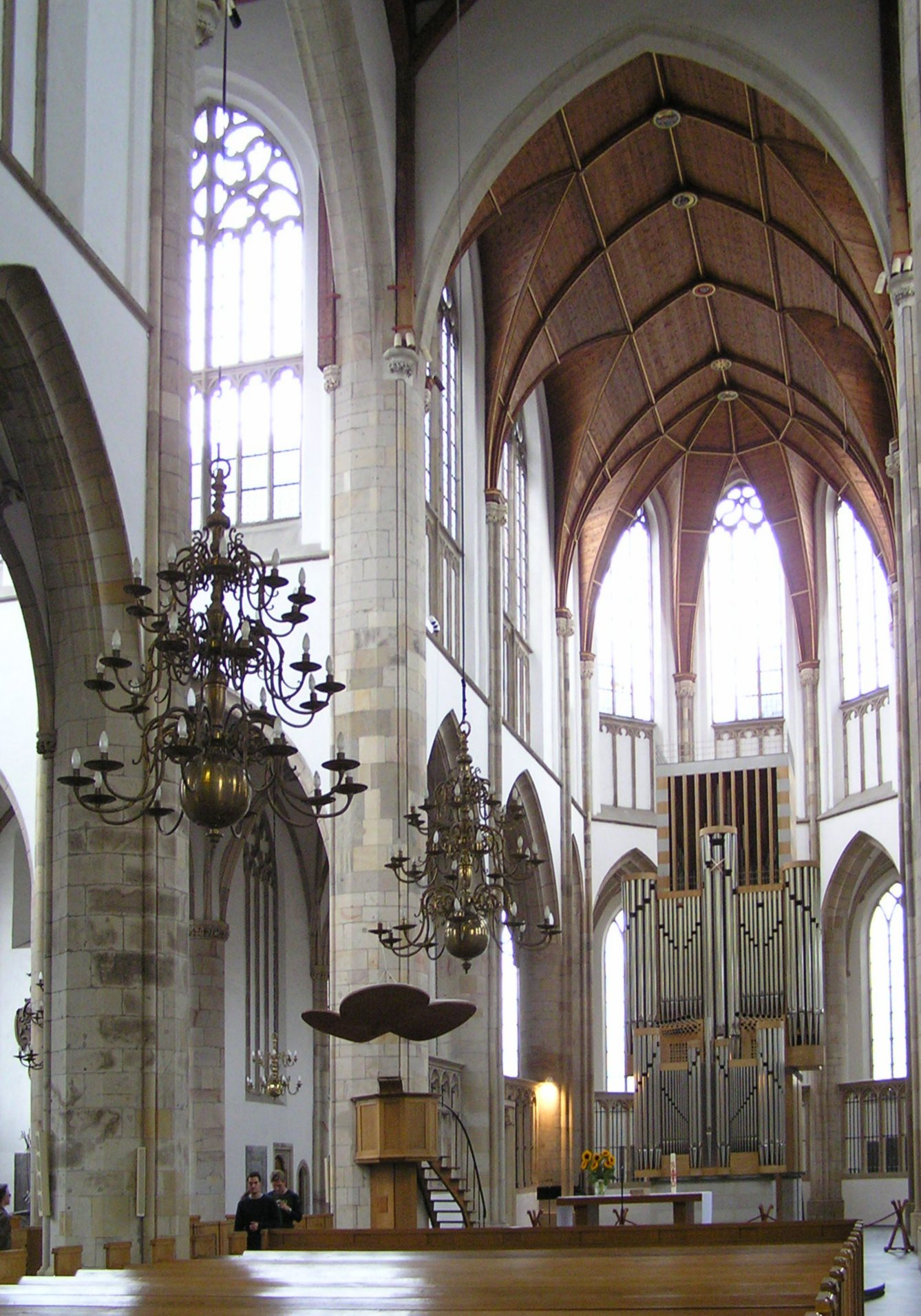
Интерьер церкви